# 板质口岸
21°43′30″N 107°11′54″E / 21.725094°N 107.198364°E
板质口岸，是位于越南諒山省定立县丙舍社板质地区的一个口岸。该口岸与中华人民共和国广西壮族自治区宁明县桐棉镇板烂村的板烂通道（又称“互市点”，尚未升格为口岸）相接。